# Types de bâtiments de la SNCV
Pour la liste des dépôts et stations, voir Liste des dépôts et stations de la SNCV.
Liste et description des types de bâtiments (bâtiments des recettes, remises, bâtiments techniques) de la Société nationale des chemins de fer vicinaux (SNCV).

## Bâtiment des recettes
| Illustration                                       | Type            | Description | Utilisation                                                                               |
| -------------------------------------------------- | --------------- | --- | ----------------------------------------------------------------------------------------- |
|                                                    | Alle-sur-Semois | | - Alle-sur-Semois - Ohey                                                                  |
|                                                    | Beauvechain     | Bâtiment à un étage construit à deux exemplaires dans le Brabant sur la section commune aux lignes 296 Bruxelles - Jodoigne / Tirlemont et 311 Louvain - Jodoigne / Tirlemont. | - Beauvechain ; - Nodebais.                                                               |
|                                                    | Boussu          | Bâtiment en brique à étage et deux travées avec une annexe sans étage. | - Boussu ; - Soignies ; - Trivières.                                                      |
|                                                    | Casteau         | Bâtiment en brique à étage et trois travées avec des fenêtres à traverses et meneaux en pierre.                                                                                | - Casteau ; - Jemeppe-sur-Meuse ; - Oostmalle.                                            |
|                                                    | Courtrai        | Bâtiment en brique à étage de trois travées. | - Courtrai ; - Warneton.                                                                  |
| Play · Pause · Stop · Précédent · Suivant · Select | Flobecq         | | - Bastogne ; - Coursel ; - Flobecq ; - Pecq ; - Poperinge ; - Quévy ; - Trooz ; - Warzée. |
|                                                    | Gosselies       | Bâtiment utilisé sur les lignes du Brabant, celui d'Opprebais Sart-Risbart est agrémenté de briques en céramique bleu.                                                         | - Gosselies ; - Opprebais Sart-Risbart ; - Overhespen ; - Wemmel.                         |
|                                                    | Hautrage        | Bâtiment en brique à étage et trois travées. | - Hautrage ; - Humbeek ; - Londerzeel ; - Roisin.                                         |
|                                                    | Herzele         | Bâtiment en brique à étage de trois travées, la travée gauche étant plus longue que celle de droite.                                                                           | - Herzele ; - Rupelmonde.                                                                 |
|                                                    | Lasne           | Bâtiment en brique à étage de deux travées. | - Braine-l'Alleud ; - Lasne ; - Maransart Aywiers.                                        |
|                                                    | Louvain         | Bâtiment de style néo-renaissance dont un corps principal à étage et trois travées auquel est accolé une annexe d'une travée.                                                  | - Chastre ; - Louvain Kessel-Lo ; - Tirlemont.                                            |
|                                                    | Marloie         | | - Marloie - Mouscron                                                                      |
|                                                    | Omal            | | - Omal ; - Sprimont ; - Verlaine ; - Wasmes-Audemez-Briffœil.                             |
|                                                    | Petite-Chapelle | Bâtiment utilisé aux stations frontalières des lignes de la province de Namur et de Luxembourg.                                                                                | - Bohan ; - Corbion ; - Petite-Chapelle ; - Pussemange.                                   |

### Monographies
- (collectif), Avancez S.V.P.! : Cent ans d'histoire vicinale en Belgique, Éditions De Nederlandsche Boekhandel, 1985, 248 p. (ISBN 90-289-1046-8)